# Treffey Owen Thompson
Sir Treffey Owen Thompson, britanski general, * 1888, † 1979.